# Héctor Ortiz
Héctor Ortiz, teljes nevén Héctor Ortiz Benítez (1928. december 20. – halálozási dátum ismeretlen) mexikói válogatott labdarúgó, középpályás.

## Karrierje
Pályafutása teljes egészében a Martéban játszott.
A mexikói válogatottal részt vett az 1950-es világbajnokságon. Jugoszlávia ellen ő szerezte a mexikóiak egyetlen gólját a 4-1-es vereség alkalmával.

## Külső hivatkozások
- Héctor Ortiz – a FIFA adatbázisában